# Augustine Magdalena Waworuntu
Augustine Magdalena Waworuntu (4 tháng 6 năm 1899 – 1986), là một chính trị gia người Indonesia. Bà được ghi nhận là nữ thị trưởng đầu tiên trong lịch sử Indonesia và là nữ thị trưởng đầu tiên của thành phố Manado.

## Đầu đời
Waworuntu sinh ngày 4 tháng 6 năm 1899. Bà là con gái của Albertus Lasut Waworuntu, một thành viên của Volksraad. Waworuntu học tiểu học tại Manado. Lên 14 tuổi, bà chuyển đến Batavia và sống trong một tu viện rồi tiếp tục theo học tại bậc trung học cơ sở. Vào năm 1917, bà trở thành người phụ nữ Indonesia đầu tiên có chứng chỉ dạy tiếng Pháp. Trong thời gian ở Jakarta, Waworuntu tham gia tổ chức thanh niên Sumpah Pemuda.
Trong thời kỳ Nhật Bản chiếm đóng Đông Ấn Hà Lan, Waworuntu trở thành thành viên của Ủy ban Định hình các thuật ngữ khoa học bằng tiếng Indonesia, cùng với những nhân vật nổi tiếng như Sutan Takdir Alisjahbana. Sau khi Indonesia tuyên bố độc lập, bà bắt đầu dạy tiếng Pháp và tiếng Đức tại các trường trung học.

## Thị trưởng của Manado
Vào cuối năm 1949, một cuộc bầu cử được tổ chức để bầu ra quyền Thị trưởng mới của Manado. Waworuntu sau đó được bầu vào vị trí này. Vào ngày 30 tháng 9 năm 1950, bà chính thức nhậm chức quyền Thị trưởng thành phố Manado. Tân thị trưởng cho rằng vấn đề chính mà thành phố của bà phải đối mặt là công cuộc tái thiết sau chiến tranh và xử lý các thành viên cũ của Quân đội Hoàng gia Đông Ấn Hà Lan. Theo lời Waworuntu, trong thời gian 5 năm tính từ thời điểm đó về trước, chỉ có 5 tòa nhà mới của chính quyền được xây dựng xong và nơi ở chính thức của bà khi còn là thị trưởng chỉ là một khách sạn làm bằng tre.
Ngày 13 tháng 3 năm 1951, Waworuntu chính thức được Bộ Nội vụ Indonesia bổ nhiệm làm thị trưởng chính thức của thành phố Manado. Tuy nhiên, việc bổ nhiệm này sau đó đã bị Hội đồng Minahasa thu hồi vào ngày 29 tháng 3 năm 1951. Hội đồng thành phố Manado, cơ quan ra quyết định bầu Waworuntu cũng bị đình chỉ. H.R. Ticoalu được chỉ định lên thay thế vị trí của bà.
Việc thu hồi bổ nhiệm của bà đã gây ra xung đột giữa Bộ Nội vụ và Hội đồng Minahasa. Bộ Nội vụ tuyên bố rằng theo sắc lệnh ngày 6 tháng 11 năm 1930, Hội đồng Minahasa chỉ có quyền tổ chức bầu cử, trong khi Người phát ngôn Hội đồng Đại diện Nhân dân, cơ quan ủng hộ Hội đồng Minahasa, cũng cho rằng Việc bổ nhiệm Waworuntu đã vi phạm Điều 44 Luật Nhà nước Đông Indonesia năm 1950 vẫn còn hiệu lực ở Minahasa.
Waworuntu sau đó đã dự định đến Jakarta để hỏi Bộ Nội vụ về vấn đề này, nhưng bà bị cảnh sát quân sự quản thúc tại Manado. Cuối cùng bà được phóng thích và đến Jakarta vào ngày 8 tháng 4 năm 1951.
Xung đột giữa Bộ Nội vụ và Hội đồng Minahasa cuối cùng cũng kết thúc vào ngày 10 tháng 5 năm 1951 khi bộ này công bố một sắc lệnh chính thức, tuyên bố vô hiệu cuộc bổ nhiệm trước đó. Đáp trả, vào ngày 25 tháng 5 năm 1951, Waworuntu đã gửi một lá thư đến Bộ Nội vụ khiếu nại việc miễn nhiệm chức vụ thị trưởng Manado của bà.
Việc miễn nhiệm Waworuntu cũng được giải quyết bởi Phó Chủ tịch Hội đồng Đại diện Nhân dân, Arudji Kartawinata tại một phiên họp của hội đồng vào ngày 2 tháng 6 năm 1951. Kartawinata tuyên bố rằng sau khi Waworuntu bị bãi nhiệm khỏi chức vụ thị trưởng Manado, tờ báo Pikiran Rakyat đã bị chính quyền Minahasa cảnh cáo vì đăng một bài báo viết về Waworuntu.

## Qua đời
Waworuntu mất năm 1986.